# Pisco sour

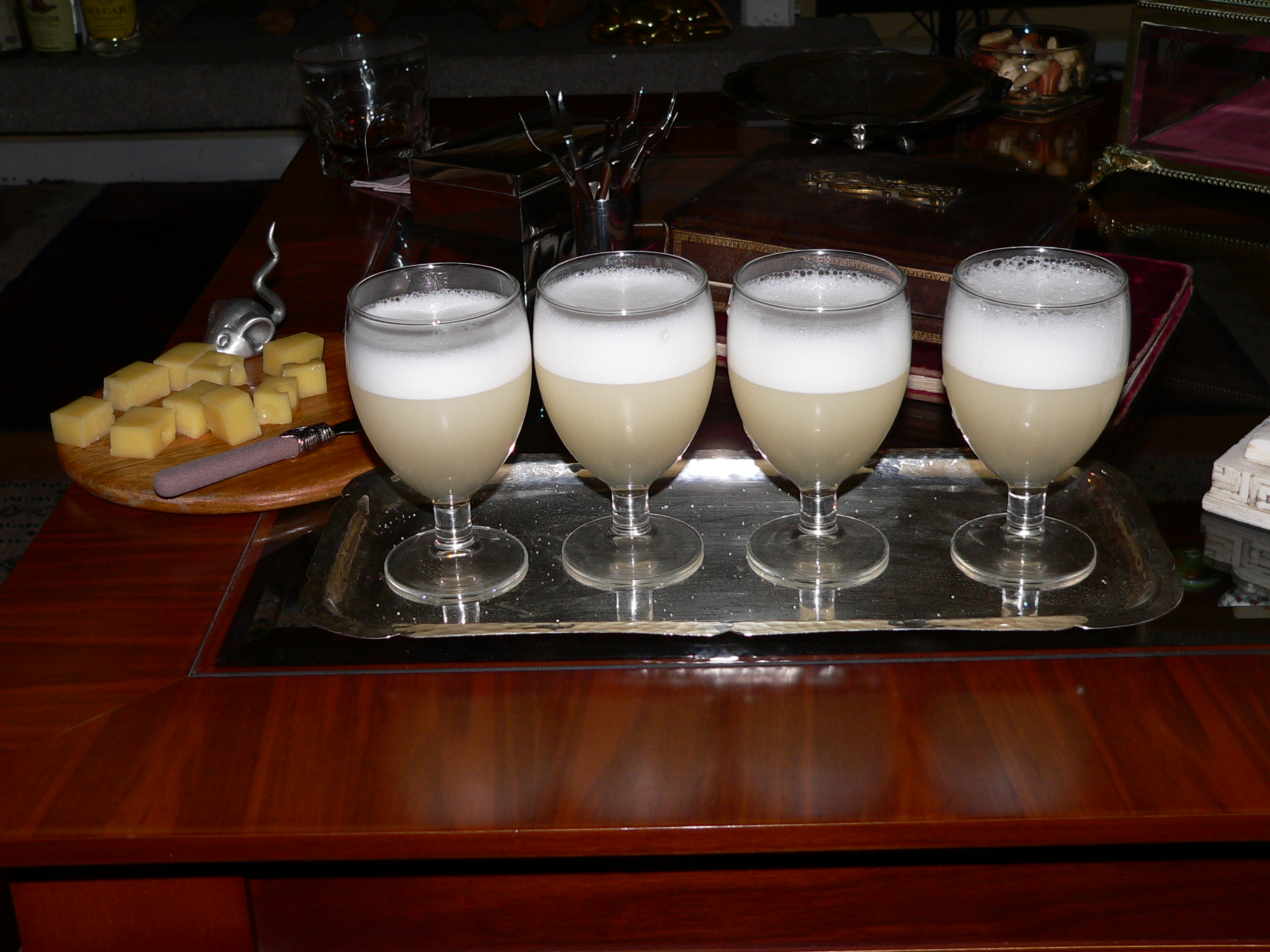
Pisco sour

Pisco sour – peruwiański koktajl na bazie miejscowego trunku pisco, soku z cytryny lub limonki, białek jaj kurzych i gorzkiego likieru angostura. Uważany za narodowy koktajl Peru, chociaż również Chile rości pretensje do pierwszeństwa. 